# 黒人参
黒人参（くろにんじん）は中央アジア（現在のアフガニスタン）が原産のセリ科ニンジン属ニンジンの一品種。

## 概要
ニンジンは東洋系品種と西洋系品種に大別されるが、黒人参は原種に近く、その名の通り通常のニンジンと比較して黒っぽい根の色が最大の特徴である。
トルコ共和国を中心として、一部の地中海周辺国で栽培されている。代々自家採種による種のみを使用し、標高4000メートル級の山に囲まれた広大な大地で生産され出荷されているが、生産環境が限定されるため世界的にも希少品種となっている。
また通常のニンジンと比較して抗酸化成分が多く含まれており、現在はヨーロッパを中心に美容促進野菜として注目を浴びてきている。
日本でも手に入るが、前述の通り希少な為に入手難度は高い。

## 特徴
最大の特徴は根の色であり、アントシアニジン色素やポリフェノールが多く含まれている事に由来する。またニンジンに含まれるβ-カロテンやビタミンCは勿論の事、前述の通りオレンジ色のニンジンにはあまり含まれていないアントシアニジンやポリフェノールを非常に多く含んでいる。普通のニンジンと同種であるが、栄養分では異なる部分がある。

## 調理・加工品
調理に関しては通常のニンジンと同じく緑黄色野菜に分類されるので、生食、炒める、煮るなど多くの方法で調理が可能である。
またニンジン特有の臭みがなく、糖度が高いため、ジュースや菓子の原料にも使用できる。黒人参を使用したジュースはトルコを中心に愛飲されており、通常の人参ジュースとは違った味わいが楽しめる。しかし色素の量が多いため、衣服などに付着しないように気をつける必要がある。
その他の加工食品として醸造酢などがある。